# Фаєттвілл (Західна Вірджинія)
Фаєттвілл (англ. Fayetteville) — місто (англ. town) в США, в окрузі Фаєтт штату Західна Вірджинія. Населення — 2887 осіб (2020).

## Географія
Фаєттвілл розташований за координатами 38°3′41″ пн. ш. 81°6′30″ зх. д. / 38.06139° пн. ш. 81.10833° зх. д. (38.061376, -81.108284).  За даними Бюро перепису населення США в 2010 році місто мало площу 14,18 км², з яких 14,15 км² — суходіл та 0,03 км² — водойми.

## Демографія
Згідно з переписом 2010 року, у місті мешкали 2892 особи в 1245 домогосподарствах у складі 813 родин. Густота населення становила 204 особи/км².  Було 1366 помешкань (96/км²).
Расовий склад населення:
| - 95,8 % — білих - 3,0 % — чорних або афроамериканців - 0,2 % — корінних американців - 0,2 % — азіатів |

До двох чи більше рас належало 0,7 %. Частка іспаномовних становила 1,6 % від усіх жителів.
За віковим діапазоном населення розподілялося таким чином: 19,7 % — особи молодші 18 років, 61,8 % — особи у віці 18—64 років, 18,5 % — особи у віці 65 років та старші. Медіана віку мешканця становила 44,4 року. На 100 осіб жіночої статі у місті припадало 93,6 чоловіків;  на 100 жінок у віці від 18 років та старших — 89,6 чоловіків також старших 18 років.
Середній дохід на одне домашнє господарство  становив 49 766 доларів США (медіана — 36 429), а середній дохід на одну сім'ю — 60 914 долари (медіана — 38 232). Медіана доходів становила 50 115 доларів для чоловіків та 33 397 доларів для жінок. За межею бідності перебувало 14,6 % осіб, у тому числі 30,0 % дітей у віці до 18 років та 1,3 % осіб у віці 65 років та старших.
Цивільне працевлаштоване населення становило 1112 особи. Основні галузі зайнятості: освіта, охорона здоров'я та соціальна допомога — 31,4 %, будівництво — 13,7 %, виробництво — 10,6 %, роздрібна торгівля — 10,5 %.